# أيوب (بطريرك موسكو)
أيوب (الروسية: И́ов) واسمه العلماني إيفان (أو يوحنا) هو أول بطاركة موسكو وسائر روسيا.

## النشأة
ولد إيفان عام 1525 في بلدة ستاريتسا، وعند بلوغه سن الرشد أصبح راهبا في دير قريته ومن ثم رئيسا له، وكان ذلك من عام 1566 لغاية 1571.
وإذ كانت هذه البلدة آنذاك أحد مراكز أوبريتشنيا فقد انتبه إليه القيصر إيفان الرهيب وأمر بنقله عام 1571 إلى دير سيمونوف. وفي عام 1575 أصبح أيوب أرشيمندريت دير نوفوسباسكي في موسكو. وبدء من عام 1581 ولغاية 1586 أصبح أسقف كولومنسك، ثم عين رئيس أساقفة روستوف.

## البطريركية
منذ أواسط عام 1580 أصبح من المقربين إلى القيصر بوريس غودونوف وبمبادرة منه عين مطرانا لموسكو عام 1586، وفي عام 1589 انتخب ليكون أول بطريرك لسائر روسيا خلال تواجد أرميا الثاني بطريرك القسطنطينية في موسكو.
بعد ذلك استمر في مساندة سياسة غودونوف. في عهده، أعلن عن قداسة باسيل المتباله من أجل المسيح ويوسف فولوتسكي، كما نشر المسيحية في مناطق حوض نهر الفولغا.

## تنحيته من المنصب ووفاته
كانت وفاة بوريس غودونوف عام 1605 وانتصار دميتري الدجال علامة لسقوط البطريرك أيوب أيضا حيث أنه رفض الاعتراف بدميتري وطلب من أهل موسكو الاعتراف وطاعة القيصر بوريس غودونوف. وعليه، اعتقل أيوب وخلع عنه السينودس ملابس البطريركية لعلة المرض والتقدم في السن، ونفي إلى بلدته حيث عاش سنتين وتوفي في 19 يونيو عام 1607 .وقبيل وفاته أراد القيصر فاسيلي شويسكي رد الاعتبار له، إلا أنه رفض العودة إلى كرسي البطريركية بسبب إصابته بالعمى. نقل رفاته إلى عام 1652 إلى كاتدرائية رقاد السيدة في الكرملين بموسكو.

## تطويبه
في عام 1989 ضمته الكنيسة الأرثوذكسية الروسية إلى قائمة قديسيها.